# Adiantum fuliginosum
Adiantum fuliginosum là một loài thực vật có mạch trong họ Adiantaceae. Loài này được Fée miêu tả khoa học đầu tiên năm 1852.